# ستين أليوت
ستين أليوت (بالسويدية: Sten Elliot)‏ هو متسابق يخت سويدي، ولد في 24 ديسمبر 1925.

## وصلات خارجية
- ستين أليوت على موقع أوليمبيديا (الإنجليزية)
- ستين أليوت على موقع اللجنة الأولمبية السويدية (السويدية)